# 미즈마정
미즈마정(三潴町)은 후쿠오카현 미즈마군에 속했던 정이다. 2005년 2월 5일에 기타노정·미즈마정, 조지마정·다누시마루정과 함께 구루메시에 편입되었다.

## 지리
미즈마정은 대부분 산지이며 북서쪽을 지쿠고 강의 구류가, 마을의 남쪽에는 오키노정과의 경계는 야마강이 흐르고 있다. 
농업이 중심인 마을이지만 최근에는 베드타운화 되고 있다. 2013년 11월에는 농지의 택지 전용을 둘러싼 뇌물수수 혐의로 구루메 시의회 의원이 체포되어직후 시의회에서 사직 권고 결의가 가결되었다

## 역사
- 1889년 4월 1일 - 정촌제 시행에 수반해 미즈마군 미즈마촌, 이메즈카촌이 성립하였다.
- 1955년 7월 20일 - 미즈마촌, 이메즈카촌이 신설합병, 정으로 승격해 미즈마정
- 2005년 2월 5일 - 기타노정·미즈마정, 조지마정·다누시마루정과 함께 구루메시에 편입되어 미즈마정은 소멸하였다.

## 교통

### 철도
- 규슈 여객철도
  - 가고시마 본선

- 서일본 철도
  - 덴진오무타 선

### 고속도로
- 규슈 자동차도
  - 히로가와 인터체인지